# 井田磐山
井田 磐山（いだ ばんざん、明和4年（1767年） - 文久3年3月18日（1863年5月5日））は日本の書家。名は直、号は磐山、俗称は要人。
書をもって僧位の最高位である「法印」に補任された。

## 経歴
大篠津村（現鳥取県米子市大篠津町）の本池家に生まれ、養われて佐斐神村（現境港市佐斐神町）の井田家に入った。
幼いときから書に親しみ、若くして郷里を出て、京都で苦学し書法の奥義（おうぎ）を体得した。書をもって諸方に遊び、東海、北陸、奥州に足跡を残す。中でも宮城県志田郡古川の地では数年もとどまり、多くの子弟に書を教えている。
80歳を過ぎてからふたたび京都へ至り比叡山延暦寺に身をよせた。
1848年5月14日書をもって法橋に叙せられ同年7月1日比叡山曼陀羅院の額を書しその功によって法眼に任ぜられた。1850年5月19日山門の屏風を書して、僧位の最高位｢法印｣に補任され苗字帯刀を許された。
その後､帰郷して1863年3月18日没した。享年97。墓は境港市小篠津町の「幸神町墓苑」にある。墓石は境港市の史跡に､龍泉寺に蔵される遺品は､境港市の有形文化財に指定されている（遺品は井田家にも残る）。